# Christmas Hills (ort)
Christmas Hills är en ort i Australien. Den ligger i kommunen Circular Head och delstaten Tasmanien, i den sydöstra delen av landet, omkring 290 kilometer nordväst om delstatshuvudstaden Hobart.
Trakten runt Christmas Hills är nära nog obefolkad, med mindre än två invånare per kvadratkilometer.. Närmaste större samhälle är Smithton, omkring 11 kilometer nordost om Christmas Hills. 
I omgivningarna runt Christmas Hills växer i huvudsak städsegrön lövskog. Genomsnittlig årsnederbörd är 1 496 millimeter. Den regnigaste månaden är augusti, med i genomsnitt 233 mm nederbörd, och den torraste är februari, med 44 mm nederbörd.